# Passeport biométrique
Cet article court présente un sujet plus développé dans : Passeport.

Symbole distinguant les passeports biométriques.

Un passeport biométrique est un passeport doté d'une puce électronique qui contient des informations biométriques pouvant être utilisées pour authentifier l'identité du détenteur du passeport. Il utilise une technologie de carte à puce sans contact, une puce de microprocesseur et une antenne intégrées dans la couverture avant ou arrière, ou page centrale du passeport.
Les informations critiques du passeport sont à la fois imprimées sur la page de données du passeport et stockées dans la puce électronique. Une infrastructure à clés publiques (ICP) est utilisée pour authentifier les données stockées électroniquement dans la puce de passeport.
La sécurité biométrique est considérée aujourd'hui comme la méthode la plus sûre pour identifier une personne, et réduit fortement le risque de fraude à l'identité 
En juin 2017, 120 pays délivraient de tels passeports. Ainsi, en France, depuis fin juin 2009, tout passeport délivré est biométrique.